# Île Cutts
L'île Cutts est une île de l'État de Washington aux États-Unis appartenant administrativement au comté de Pierce.

## Description
Parc d'État, elle s'étend sur plus de 300 m de longueur pour une largeur d'environ 120 m. 

## Histoire
Elle a d'abord été nommée Crow Island en raison des nombreux corbeaux que l'explorateur Peter Puget y a trouvé en 1792 puis Scotts Island, en hommage à Thomas Scott, l'intendant de l' expédition Wilkes en 1841. Enfin, la croyance que l'île servait de cimetière à des tribus amérindiennes qui y auraient placé leurs morts dans des canots en forme de fourchettes d'arbres lui a fait attribué le nom de Deadman's Island. L'origine du nom Cutts Island est inconnu.